# Zadlaz-Čadrg
Zadlaz - Čadrg este o localitate din comuna Tolmin, Slovenia, cu o populație de 31 de locuitori.